# The Muffs (album)
| Recensione | Giudizio |
| ---------- | -------- |
| AllMusic   | [ 2 ]    |

The Muffs è l'album di debutto de The Muffs pubblicato l'11 maggio 1993 dalla Warner Bros. Records.

## Il disco
L'album contiene i singoli "Big Mouth" e "Lucky Guy". "Everywhere I Go" è stata in seguito utilizzata in una popolare pubblicità della Fruitopia (la versione in cassetta della canzone è la demo; la band era indecisa su quale versione pubblicare e ha finito per pubblicarne due differenti).

## Tracce
Tutte le tracce sono state scritte da Kim Shattuck, eccetto dove indicato
1. "Lucky Guy"  – 2:46
2. "Saying Goodbye" – 2:16
3. "Everywhere I Go" – 3:12
4. "Better Than Me" – 2:48
5. "From Your Girl" – 3:27
6. "Not Like Me" – 3:08
7. "Baby Go Round" – 2:47
8. "North Pole" (Barnett) – 0:35
9. "Big Mouth" – 1:51
10. "Every Single Thing" – 2:22
11. "Don't Waste Another Day" – 2:35
12. "Stupid Jerk" (Saunders) – 0:31
13. "Another Day" – 2:16
14. "Eye to Eye" (Shattuck, Vammen) – 3:30
15. "I Need You" (Barnett, Shattuck) – 3:41
16. "All for Nothing" – 3:20

## Formazione
- Kim Shattuck – chitarra solista, voce
- Ronnie Barnett – basso
- Melanie Vammen – chitarra ritmica
- Criss Crass – batteria
- Korla Pandit – organo
- Rob Cavallo – produttore
- David Katznelson – produttore
- The Muffs – Produttori

## Critica
- "C'è un certo fascino nei riff da 3 accordi del gruppo e nei ritmi primitivi che sembrano avere più efficacia guidando un veicolo al di là del limite di velocità in una calda giornata di sole. Ma dilungato per 16 tracce, il forzato minimalismo comincia a perdere in efficacia" (Roch Parisien, Allmusic)[2]
- "The Muffs è un deciso album pop-punk che unisce lo stile da power-chord rockers dei Ramones insieme a qualche pezzo più rilassante e calmo." (Matt Carlson, Billboard/Allmusic)[4]
- "Dovreste fare un lungo viaggio indietro fino a Plastic Letters dei Blondie per trovare un power pop stile punk tanto accattivante." (Jim DeRogatis, Chicago Sun-Times)[5][6]
- "Forse è l'integrità post-punk che fa di "The Muffs" un oggetto così particolare, ma probabilmente è solo incompetenza. L'album di debutto di questo quartetto metà al femminile metà al maschile ha però i suoi momenti ruvidi - notevole la traccia di 31 secondi "Stupid Jerk", una cover di un'invettiva degli Angry Samoans." (Mark Jenkins, The Washington Post)[7]